# La Tsavre
La Tsavre är en bergstopp i Schweiz.   Den ligger i distriktet Entremont och kantonen Valais, i den sydvästra delen av landet, 120 km söder om huvudstaden Bern. Toppen på La Tsavre är 2 907 meter över havet, eller 247 meter över den omgivande terrängen. Bredden vid basen är 3,9 km.
Terrängen runt La Tsavre är huvudsakligen bergig, men åt sydost är den kuperad. Närmaste större samhälle är Bagnes, 19,8 km norr om La Tsavre. 
Trakten runt La Tsavre består i huvudsak av gräsmarker. Runt La Tsavre är det mycket glesbefolkat, med 6 invånare per kvadratkilometer.